# Yellow Pine (Idaho)
Yellow Pine es un lugar designado por el censo ubicado en el condado de Valley en el estado estadounidense de Idaho. En el Censo de 2010 tenía una población de 32 habitantes y una densidad poblacional de 12,42 personas por km².

## Geografía
Yellow Pine se encuentra ubicado en las coordenadas 44°57′39″N 115°29′8″O / 44.96083, -115.48556. Según la Oficina del Censo de los Estados Unidos, Yellow Pine tiene una superficie total de 2.58 km², de la cual 2.55 km² corresponden a tierra firme y (1.11%) 0.03 km² es agua.

## Demografía
Según el censo de 2010, había 32 personas residiendo en Yellow Pine. La densidad de población era de 12,42 hab./km². De los 32 habitantes, Yellow Pine estaba compuesto por el 93.75% blancos, el 0% eran afroamericanos, el 0% eran amerindios, el 0% eran asiáticos, el 0% eran isleños del Pacífico, el 0% eran de otras razas y el 6.25% pertenecían a dos o más razas. Del total de la población el 0% eran hispanos o latinos de cualquier raza.